# Ђорђе Несторовић
Ђорђе Б. Несторовић (Пожаревац, 1864 — Београд, 26. јул 1935) је био начелник Управе града Београда 1893—1894, председник Београдске општине 1914. и бан Моравске бановине.
Начелник Управе вароши Београда је постао недељу дана после Првоаприлског државног удара који је 1893. спровео Александар Обреновић, у оквиру преузимања органа власти.
На челу градске управе је био током девет месеци које је обележила велика политичка нестабилност. За то кратко време су промењене чак три владе, чији су председници били Лазар Докић, Сава Грујић и Ђорђе Симић.

## Биографија
Од 1887. радио је као судски писар, а затим је унапређен у секретара Министарства правде.
Након што је од априла 1893. до јануара 1894. био начелник Управе вароши Београда, прешао је у судство. Прво је био судија, а затим председник Трговачког, а затим Првостепеног суда. Након тога је радио у Апелационом и Касационом суду.
Током Балканског рата 1913. постао је члан Државног савета, а следеће године је постављен за председника Београдске општине.
Након окончања Првог светског рата је наставио да обавља високе функције. Године 1929. био је члан Врховног законодавног савета и бан Моравске бановине. На његовом споменику на Новом гробљу је записано „Ђорђе Б. Несторовић, бивши државни саветник, председник Београдске општине и први бан Моравске бановине“.